# Ассоциация за республику — Республиканская партия Чехословакии
Ассоциация за республику – Республиканская партия Чехословакии (чеш. Sdružení pro republiku – Republikánská strana Československa — SPR-RSČ) — чешская ультраправая политическая партия.

## История партии

### Основание
Партия начала возникать во время Бархатной революции, когда её будущий основатель и лидер, Мирослав Сладек, выступал в качестве оратора на сценах, но из-за растущего профессионализма Гражданского форума постепенно оказался в стороне от протестов. Он основал партию 30 декабря 1989 года как Республиканскую партию и впоследствии намеренно ложно сообщил Чехословацкому агентству печати, что это сделал подготовительный комитет под его руководством. Исходя из этого, первые упоминания о новой партии появились в СМИ уже в первые дни 1990 года, а самого Сладека стали приглашать на телевизионные ток-шоу. 24 февраля 1990 года состоялся учредительный съезд партии, на котором было принято название «Ассоциация за республику – Республиканская партия Чехословакии». Мирослав Сладек был избран её председателем. Партия уже участвовала в июньских выборах в Федеральное собрание Чехословакии, ЧНС и СНС в коалиции с Всенародной демократической партией), но проиграли с результатом около 1%. Только муниципальные выборы осенью 1990 года закрепили положение партии на политической сцене Чехии.

### Парламентский период (1992—1998)
В июне 1992 года, партия вновь принимала участие в парламентских выборах на федеральном и республиканском уровне, и смогла преодолеть необходимый 5% порог для получения мандатов. Партия являлась ярым противником распада Чехословакии. После отставки Вацлава Гавела с поста президента Чехословакии, Мирослав Сладек выдвинул свою кандидатуру на досрочных выборах, которые проходили 16 июля 1992 года, однако избран не был.
В период последнего созыва Чешского национального совета и первого созыва Палаты депутатов Парламента Чехии с 1992 по 1996 год, 9 депутатов избранных от партии, покинули фракцию и образовали «Патриотическую республиканскую партию». Однако это не помешало партии на парламентских выборах в 1996 году укрепить свои позиции и получить больше мандатов. Вскоре после этого председатель Мирослав Сладек предложил законопроект о снижении возрастной предела уголовной ответственности с 15 до 14 лет. В этом контексте он заявил, что звучат призывы еще снизить этот предел для детей цыганского происхождения (с 10 летнего возраста). И что он якобы хотел не допустить обострения ситуации. В начале 1997 года, Мирослав Сладек произнёс речь с критикой «Чешско-немецкой декларации» перед Лихтенштейнским дворцом, за что был лишён депутатской неприкосновенности и вскоре задержан. Будучи под стражей, он не смог принять участие в президентских выборах 1998 года, из-за чего партия подала жалобу в конституционный суд, с помощью которой добивалась отмены выборов из-за его незаконного содержания под стражей в предварительном заключении, а также из-за того, что ему не позволили голосовать отдельно в тюрьме. Однако конституционный суд отказал в рассмотрении жалобы.
На досрочных парламентских выборах в 1998 году, партия не смогла преодолеть необходимый для получения мандатов 5% порог.

### Партийный кризис (1998—2008)
На муниципальных выборах в 1998 году, партии удалось получить ряд кресел в муниципальных собраниях, однако на региональных выборах в 2000 году, партия потерпела крах. В период с 1998 по 1999 год, в партии произошел внутренний раскол, из-за чего её покинули высшие представители, однако в 1999 году произошла определенная внутренняя консолидация. Партия большую часть времени не считалась равносильным партнером, только с начала 90-х годов с ней начали сотрудничать некоторые лица из рядов «Конфедерации политических заключённых» и правых эмигрантов из-за ее резко антикоммунистической ориентации. С другой стороны, члены и приверженцы партии встречались с коммунистами в «Чешском пограничном клубе» или «Профсоюзном объединении Чехии, Моравии и Силезии». При партии существовали также: «Ассоциация пенсионеров Чешской Республики», «Ассоциация сторонников и друзей республиканцев», «Республиканский фонд доктора философии Мирослава Сладека» и «Республиканская молодежь» (распущена судом в 2002 году).
Политическая ориентация членов и сторонников партии охватывала весь политический спектр, однако согласно опросам, большинство поддерживали правые взгляды. В СМИ также отслеживались симпатии некоторых партийных деятелей к фашизму и нацизму, в том числе связи с ультраправым крылом скинхедов. Позднее сам Сладек поддерживал идею объединения в единую правую организацию.
Партия с 1990 года издавал еженедельник «Republika», который прекратил свое существование в 2004 году. Республиканцы также поддерживали международные отношения с европейскими крайне правыми, среди них была ЛДПР и Национальный фронт.
В феврале 2001 года по предложению работников партии было объявлено о банкротстве и распродаже активов партии, из-за заработной платы, которую партия не выплачивала своим сотрудникам в течение двух лет. Государственная финансирование за результат на парламентских выборах 1998 года в размере 20 миллионов крон был конфискован налоговой инспекцией, поскольку она зарегистрировала партийный долг примерно на такую же сумму (общая задолженность на избирательную кампанию и другие услуги достигла 40 миллионов крон). В 2000 году, еще до объявления о банкротстве, Сладек основал новую партию «Республиканцы Мирослава Сладека», куда перешло большое количество членов партии, в том числе и сам Сладек. Он считал новую партию политическим преемником ранее действующей партии. В 2002 году на посту председателя партии, Сладека заменила его партнёрша Лаура Райсиглова, на которой тот в последствии женился.
В марте 2006 года Окружной суд Праги 9 осудил бывшего председателя и бывшего вице-председателя Мартина Сметану, и постановил взыскать штраф за чрезмерную задолженность партии в 2000 году, когда те заключили не менее 50 трудовых договоров и необоснованно увеличили финансовое вознаграждение сотрудникам партии примерно до 100 тысяч крон, хотя знали, что у них не хватает средств даже для исполнения существующих обязательств. Таким образом, партия получила штраф превышающий семь миллионов крон. Сладек получил два года тюремного заключения с отсрочкой на 4 года и штраф в размере 500 тысяч крон, а Сметана получил восемнадцать месяцев условно с трехлетним испытательным сроком и штрафом в 300 тысяч крон. В январе 2010 года, после серии обращений в нижестоящую инстанцию, Городской апелляционный суд Праги оставил в силе приговоры к тюремному заключению для обоих, но отменил штрафы.

### Восстановление и роспуск (2008—2013)
В 2008 году дело о банкротстве против партии было прекращено. В середине мая 2008 года состоялся съезд «республиканского движения», участники которого договорились о слиянии других существующих республиканских партий и движений в обновленную партию, старо новым председателем которой в тот же день был избран Мирослав Сладек. «Республиканская партия Богемии, Моравии и Силезии», «Республиканцы Мирослава Сладека», а также формально уже не существовавшие «Радикальная республиканская партия», «Республиканский союз» и «движение Республиканцы» прекратили существование.
Обновленная партия неуспешно принимала участие в региональных выборах в 2008 году, в выборах в Европейский парламент в 2009 году, в парламентских выборах в 2010 году и муниципальных выборах в 2010 году.
В декабре 2010 года Высший административный суд решила по предложению правительства приостановить деятельность партии на том основании, что партия не выполнила свои юридические обязательства и не предоставила Палате депутатов финансовые годовые отчеты в период с 2006 по 2009 год. По той же причине, которая повторялась и в последующие годы (в основном это была непредоставление финансовой отчетности за 2003-2012 годы), партия была распущена Высшим административным судом 15 мая 2013 года. Ликвидация партии происходила до мая 2014 года, она была исключена из Реестра политических партий и политических движений МВД Чехии 15 мая 2014 года.

## Результаты на выборах

### Выборы в Чехословакии

#### Выборы вЧешский национальный совет
| Год  | Голоса  | Голоса | Изменения | Изменения | Мандаты   | +/-     | Правительство | Примечания                                                             |
| Год  | Голоса  | %      | Голоса    | %         | Мандаты   | +/-     | Правительство | Примечания                                                             |
| ---- | ------- | ------ | --------- | --------- | --------- | ------- | ------------- | ---------------------------------------------------------------------- |
| 1990 | 72 048  | 1,00   | Впервые   | Впервые   | 0 из 200  | Впервые | —             | Не прошли в парламент Коалиция с «Всенародной демократической партией» |
| 1992 | 387 026 | 5,98   | ▲ 314 978 | ▲ 4,98    | 14 из 200 | ▲ 14    | Нет           | Оппозиция                                                              |

### Выборы в Чешской Республике

#### Выборы вПалату депутатов Парламента Чешской Республики
| Год  | Голоса  | Голоса | Изменения | Изменения | Мандаты   | +/-  | Правительство | Примечания            |
| Год  | Голоса  | %      | Голоса    | %         | Мандаты   | +/-  | Правительство | Примечания            |
| ---- | ------- | ------ | --------- | --------- | --------- | ---- | ------------- | --------------------- |
| 1996 | 485 072 | 8,01   | ▲ 98 046  | ▲ 2,03    | 18 из 200 | ▲ 4  | Нет           | Оппозиция             |
| 1998 | 232 965 | 3,90   | ▼ 252 107 | ▼ 4,11    | 0 из 200  | ▼ 18 | —             | Не прошли в парламент |
| 2010 | 1 993   | 0,03   | ▼ 230 970 | ▼ 3,87    | 0 из 200  | ▬    | —             | Не прошли в парламент |

#### Выборы вЕвропейский парламент
| Год  | Голоса | Голоса | Изменения | Изменения | Мандаты | +/-     |         |
| Год  | Голоса | %      | Голоса    | %         | Мандаты | +/-     |         |
| ---- | ------ | ------ | --------- | --------- | ------- | ------- | ------- |
| 2009 | 7 492  | 0,31   | Впервые   | Впервые   | 0 из 24 | Впервые | Впервые |